# تابرتت
تابرتت (به اسپانیایی: Tavertet) یک شهرستان در اسپانیا است که در بارسلون واقع شده‌است.

## خصوصیات
تابرتت ۳۲٬۵ کیلومترمربع مساحت و ۱۵۸ نفر جمعیت دارد و ۸۶۹ متر بالاتر از سطح دریا واقع شده‌است.